# Vegueria d'Urgell
| \| ← \| segle XV — segle XVI \| → \| |                      |   |
|                                      |                      |   |
| Període històric                     | Edat mitjana         |   |
| • supressió del Comtat d'Urgell      | segle XV             |   |
| • creació de la vegueria d'Agramunt  | segle XVI            |   |
| ←                                    | segle XV — segle XVI | → |

La Vegueria d'Urgell (segle XV - segle xvi) fou una vegueria de Catalunya que comprenia la part de l'antic Comtat d'Urgell situada a la vall del Segre aigua amunt de Rubió d'Agramunt. Aquesta vegueria no fou creada fins a la supressió del Comtat d'Urgell i l'annexió a la corona d'Aragó l'any 1413. Aquesta vegueria es va mantenir fins al segle xvi, quan es va crear la vegueria d'Agramunt, així part del territori passà a formar part de la vegueria d'Agramunt i la comarca de l'Alt Urgell es va unir a la vegueria de Puigcerdà.